# Luigi Vietti
Luigi Vietti (Cannobio, 13 febbraio 1903 – Milano, 28 marzo 1998) è stato un architetto e urbanista italiano.

## Biografia

### Gli inizi e l'adesione al razionalismo
Si iscrive alla facoltà di ingegneria a Milano nel 1923, ma dopo essersi trasferito nel 1925 a Roma si laurea con lode in architettura alla Sapienza nel 1928.
Nel 1929 vince il concorso indetto dall'Istituto per le Case Popolari di Roma per realizzare una casa modello alla Garbatella (lotto XXIV). Si avvicina alle istanze del razionalismo e nel 1930 partecipa, insieme a Bottoni e Pollini, come delegato italiano al terzo congresso CIAM a Bruxelles. Pur non aderendo al MIAR, collabora all'organizzazione e partecipa alle Esposizioni di Architettura Razionale del 1928, del 1931 e del 1932. Nel 1933 partecipa alla V Triennale di Milano con i due progetti per la Casa alta a struttura d’acciaio, nota anche come casa alta genovese e per il rifugio La stamberga dei 12 sciatori.
Nel periodo 1931-1933 collabora con la sezione distaccata della Sovrintendenza di Torino ed è Ispettore Onorario per i Monumenti della Liguria. In questo ruolo nel 1932 progetta la Nuova Stazione Marittima Andrea Doria di Genova; progetterà successivamente la Casa del Fascio di Rapallo (1937) e altre due Case del Fascio sempre in Liguria.
Nel 1934 partecipa con Antonio Carminati, Pietro Lingeri, Ernesto Saliva, Giuseppe Terragni al concorso di primo grado per il Palazzo del Littorio di Roma e nel 1935 a quello per il nuovo Auditorium di Roma, sul sito occupato adesso dalla FAO (già nuova sede del Ministero delle colonie), con un progetto molto audace, non premiato dalla giuria. Del 1934 è anche la partecipazione insieme all'amico Ignazio Gardella, al concorso per la realizzazione della Casa del Fascio di Oleggio (Novara) nel quale si distingue, pur non vincendo, per la modernità di scuola lecorbusieriana del progetto.
Per la realizzazione dell'Esposizione Universale del 1942, nel 1936, il Commissario Vittorio Cini presenta a Mussolini una rosa dei maggiori nomi dell'architettura del tempo comprendente nomi del calibro di Libera, Del Debbio, Terragni, Michelucci, Montuori e Muzio; il Duce sceglierà Vietti insieme a Piacentini, Pagano, Piccinato e Rossi. In questo progetto si avvicina, contribuendo a definire, con gli altri architetti dell'E42, la corrente razionalista. Suoi sono i prospetti modernissimi dei palazzi di vetro presenti nel progetto presentato a Mussolini, che tuttavia non approva questa architettura perché la giudica troppo moderna e «priva di richiami figurativi alla storia dell'architettura nazionale».

### Il dopoguerra e «l'immagine della borghesia»
Negli anni del dopoguerra si dedica alla realizzazione di ville e abitazioni di prestigio nei luoghi turistici, e in particolare a Cortina d'Ampezzo, caratterizzate dalla ricerca della rappresentatività sociale e dal rapporto armonico con la natura circostante.
A Cortina si occupa anche del piano regolatore (1955-1956). Negli stessi anni lavora inoltre ai piani regolatori di Genova (1959), di Sanremo e nella sistemazione urbanistica del comune di Portofino (1957-1960).
Tra il 1950 e il 1953 è impegnato nel progetto di recupero dell'Isola di San Giorgio Maggiore a Venezia, per conto del conte Vittorio Cini, che qui realizza la Fondazione dedicata al figlio Giorgio, prematuramente scomparso. Sull'isola, Vietti contribuisce al restauro di alcuni fabbricati esistenti e realizza nuovi progetti, il più noto dei quali è il Teatro Verde, che firma insieme ad Angelo Scattolin. Nello stesso periodo progetta, sempre con Scattolin e con Cesare Pea (1910-1985), la nuova sede della SADE, di cui Cini è azionista, in riva al Rio Novo. Dopo la morte della moglie di Cini, Lyda Borelli, progetterà a Roma, nella zona di Monte Mario, il Nido Verde a lei intitolato e inaugurato nel 1961.
È citato nel film La notte di Michelangelo Antonioni come progettista della villa dove ha luogo il party notturno; si tratta del Golf Club Barlassina, realizzato dal 1958 con John S. M. Morrison.
Riceve l'incarico per le sedi della Banca Popolare di Novara e precisamente a Savona, Genova, Sanremo, Vigevano, Brescia, Milano, Napoli, Verona (1958-1979).
Nel 1964 realizza a Massaua, in Eritrea, la Villa Melotti sul Mar Rosso chiamata la Cypraea, poi distrutta nel 2006 dal governo dittatoriale eritreo.

### La Costa Smeralda

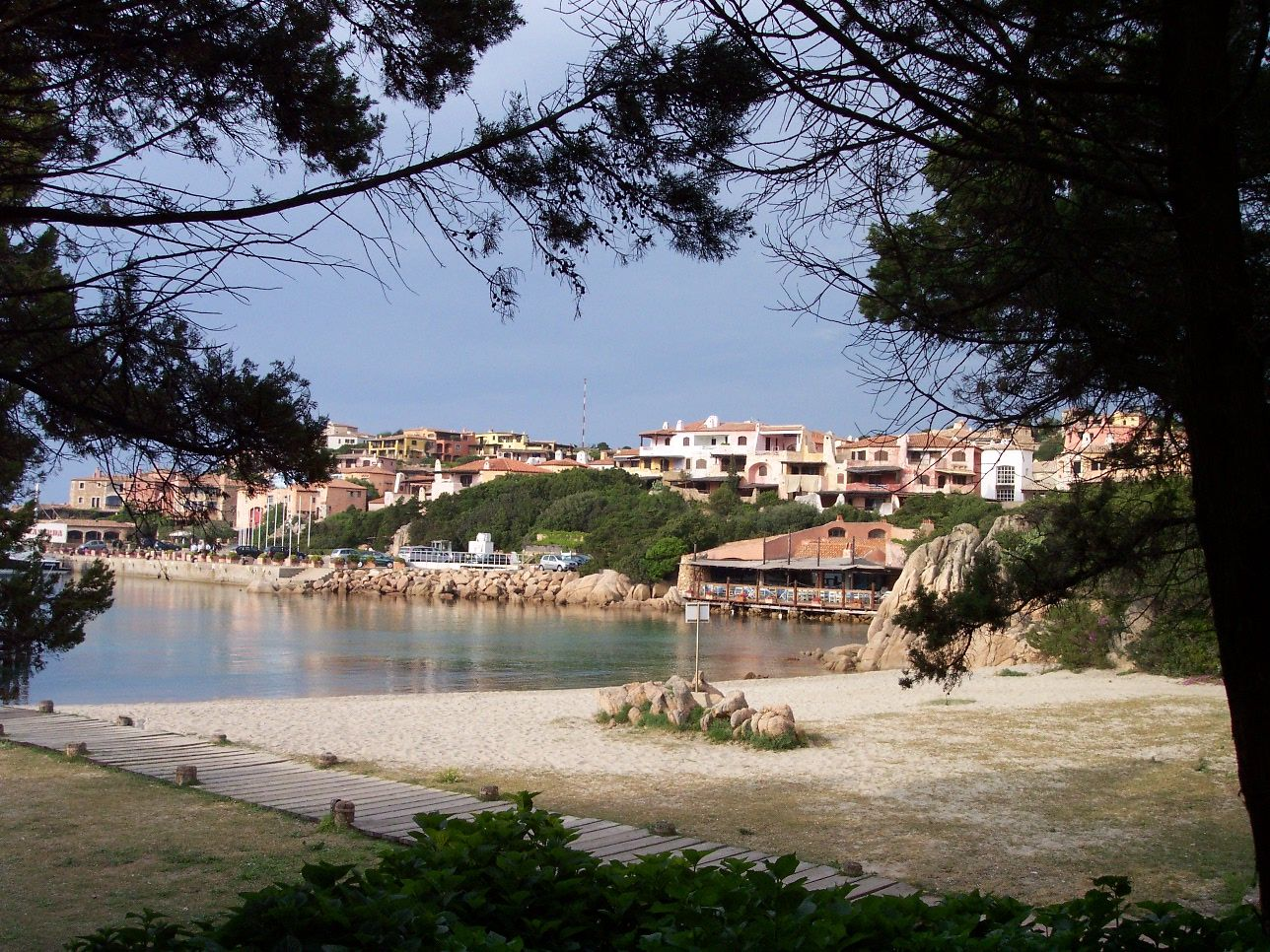
Il villaggio di Porto Cervo in Gallura.

Agli inizi degli anni sessanta il principe Karim Aga Khan IV lo incarica insieme a Jacques Couelle e a Michele Busiri Vici della progettazione dei suoi interventi nella Costa Smeralda. In tale ambito realizza il centro del villaggio di Porto Cervo, alberghi, come il Cervo e il Pitrizza, il complesso della Dolce Sposa e molte ville di pregio quali le Cerbiatte, scelte dal Principe Karim per farne la propria dimora, e le Romazzine sul promontorio omonimo. Suoi anche i complessi di Cala Granu e Cala del Faro.
Sempre all'interno del progetto Costa Smeralda ha partecipato con il suo estro alla creazione delle ceramiche della Cerasarda con decorazioni che hanno caratterizzato molti degli arredamenti più tipici delle abitazioni e degli alberghi della Costa.
È stato altresì, con il suo veliero d'epoca Tamory, uno dei fondatori dello Yacht Club Costa Smeralda.
La grande stima e amicizia con gli editori Gjlla Giani e Giuseppe Maria Jonghi Lavarini, fondatori della casa editrice Di Baio Editore ha fatto sì che pubblicasse con loro la più corposa antologia dei suoi progetti. La casa editrice possiede molti manoscritti e immagini dell'architetto.
Riceve la cittadinanza onoraria della città di Cannobio nel 1996. Muore a Milano il 28 marzo 1998, all'età di 95 anni.